# Kurt Willbing
Kurt Erik Sigurd Willbing, född 13 februari 1924 i Uppsala, död 4 oktober 1983 i Hägersten, var en svensk barn- och ungdomsskådespelare. Han filmdebuterade 1942 och han kom att medverka i drygt femton filmer.
Willbing är gravsatt i minneslunden på Skogskyrkogården i Stockholm.

## Filmografi i urval
- 1942 – I gult och blått
- 1944 – Örnungar
- 1944 – Vi behöver varann
- 1944 – Skogen är vår arvedel
- 1944 – Flickan och Djävulen
- 1945 – Tre söner gick till flyget
- 1946 – Ungdom i fara
- 1946 – Kvinnor i väntrum
- 1946 – Rötägg
- 1946 – Stiliga Augusta
- 1952 – Kalle Karlsson från Jularbo

## Teater

### Roller (ej komplett)
| År   | Roll             | Produktion                                                          | Regi             | Teater        |
| ---- | ---------------- | ------------------------------------------------------------------- | ---------------- | ------------- |
| 1943 | Slav             | Salome Oscar Wilde                                                  | Per-Axel Branner | Nya Teatern   |
| 1949 | Ceremonimästaren | Annie get your gun Irving Berlin, Dorothy Fields och Herbert Fields | Sven Aage Larsen | Oscarsteatern |